# Mabea macrocalyx
Mabea macrocalyx är en törelväxtart som beskrevs av Hans-Joachim Esser. Mabea macrocalyx ingår i släktet Mabea och familjen törelväxter.
Artens utbredningsområde är Venezuela. Inga underarter finns listade i Catalogue of Life.